# 山萮菜
山萮菜（学名：Eutrema yunnanense）也称细弱山萮菜，为十字花科山萮菜属下的一个种。其种加词“yunnanense”意为“云南的”。

## 延伸阅读
[在维基数据编辑]
 《植物名實圖考·山萮菜》，出自吳其濬《植物名實圖考》